# Gonzaga College High School
Gonzaga College High School è una scuola superiore per soli ragazzi, sotto la guida dei Gesuiti, con sede a Washington, negli Stati Uniti d'America. Il nome dell'istituto fa riferimento a quello di san San Luigi Gonzaga. La Gonzaga College High School è il più antico liceo per ragazzi del Distretto della Columbia.
La Gonzaga College High School è stata fondata da padre Anthony Kohlmann S.I. nel 1821 e, in origine, è stata chiamata "Washington Seminary". Opera sotto lo statuto del Georgetown College (oggi Georgetown University).